# Бундевоглави 2: Крвава крила
Бундевоглави 2: Крвава крила (енгл. Pumpkinhead II: Blood Wings) амерички је хорор филм из 1994. године, режисера Џефа Бера, са Ендруом Робинсоном, Ами Доленц, Солејл Мун Фрај, Тревором Едмондом, Лилијан Шовен и Линеом Квигли у главним улогама. Наставак је филма Бундевоглави из 1988, мада се прича не надовезује на крај претходног дела.
Филм је добио углавном негативне критике. Критичари на сајту Rotten Tomatoes оценили су га са 14%, а публика са 19%. Продукцијска кућа Lionsgate први пут је објавила DVD издање филма 2005. У септембру 1995. филм је добио адаптацију у погледу видео-игре за ДОС, која носи наслов Крвава крила: Освета Бундевоглавог.
Након 12 година, снимљен је нови наставак под називом Бундевоглави 3: Пепео пепелу.

## Радња
Након што група тинејџера упадне у кућу слепе старице, госпође Ози, а потом изазову пожар у коме она задобије озбиљне опекотине, Ози на њих баца клетву Бундевоглавог...

## Улоге
| Глумац              | Улога                |
| ------------------- | -------------------- |
| Ендру Робинсон      | шериф Шон Бредрок    |
| Ами Доленц          | Џени Бредрок         |
| Солејл Мун Фрај     | Марси                |
| Тревор Едмонд       | Дени Диксон          |
| Лилијан Шовен       | госпођа Ози          |
| Хил Харпер          | Питер                |
| Линеа Квигли        | Надина               |
| Александар Полински | Пол                  |
| Марк Мекрекен       | Бундевоглави         |
| Стив Канали         | судија Каспер Диксон |
| Глорија Хендри      | Дилајла Бетибоун     |
| Карен Кеј           | Бет Бредрок          |
| Џеј Пи Ману         | Томи                 |
| Кејн Ходер          | Кит Кнокс            |
| Роџер Клинтон       | градоначелник Буба   |
| Џо Ангер            | Ернест               |
| Бери Дејвис         | млади Шон Бредрок    |
| Џон Гатинс          | млади Каспер Диксон  |